# Rêves d'acier
Rêves d'acier (titre originel : Dream of Steel) est le titre du sixième volet du Cycle de la Compagnie noire, second tome des Livres du Sud (suivant Jeux d'ombres), cette œuvre paraît en 1990 dans sa première édition anglaise. La maison d'édition L'Atalante nous livre ce récit en 2001. 
C'est la première annale relatée par un personnage différent de Toubib (si l'on omet le spin-off La Pointe d'argent). Ce rôle est cette fois réservé à un personnage de taille : la Dame, rebaptisée Madame depuis son entrée au sein de la Compagnie. L'intrigue est parallèle à celle de Saisons funestes.

## Résumé
Après la terrible bataille de Dejagore, la compagnie noire est assiégée dans la ville, Toubib est laissé pour mort et Madame se retrouve seule. Elle n'a plus qu'une idée en tête : se venger des Maîtres d'Ombres. Elle dispose de moyens insoupçonnés : elle retrouve ses pouvoirs petit à petit et elle est considérée comme l'incarnation de Kina, déesse maléfique d'une secte particulièrement violente appelée les Fêlons ou étrangleurs (Kina est calquée sur la déesse indienne Kali et les étrangleurs évoquent les Thug).
Madame rallie les troupes en fuite et reconstruit un embryon d'armée, dont elle laisse le commandement à Lame. Accompagnés par les étrangleurs Narayan Singh, Sindhu et Bélier, elle remonte jusqu'à Taglios où elle entreprend de consolider son pouvoir, notamment en éliminant tous les grands prêtres de la ville. Alors qu'elle retrouve ses pouvoirs, elle souffre de cauchemars faisant intervenir Kina et son état de santé se détériore rapidement. Elle apprend qu'elle est en réalité enceinte de Toubib. Au cours d'une grande cérémonie, elle est consacrée comme la Fille de la Nuit, le messie des étrangleurs, chargée de déclencher l'Année des Crânes. Elle en profite pour marquer d'une trace indélébile les principaux chefs des Félons (les rumels noirs). Elle retourne dans le sud du pays, élimine Tisse-Ombre lors d'un raid nocturne et libère Dejagore.
En parallèle, on apprend que Toubib n'est pas mort : il a été sauvé par Volesprit, la sœur démente de Madame, qui utilise ses connaissances médicales pour se faire recoudre sa tête. Fidèle à elle-même, Volesprit entreprend alors de semer le chaos en frappant le camp de Tisse-Ombre, le Maître d'Ombre qui assiège Dejagore. Volesprit retourne à Taglios et prend la place de Madame, mais elle est kidnappée par le Hurleur, lui-même un ancien Asservi qui a rallié Ombrelongue. Emmenée à Belvédère, elle parvient à s'en échapper et disparaît de nouveau.
Toubib profite de la captivité de Volesprit pour échapper à son emprise et regagne l'armée principale. Il délivre la Compagnie Noire encore assiégée dans Dejagore. Mogaba, le guerrier Nar, refuse de reconnaître l'autorité de Toubib et rallie le camp d'Ombrelongue. 
L'ouvrage s'achève avec un retournement de situation : les Félons ont trahi Madame en kidnappant sa fille nouveau-née, qui est en réalité la véritable Fille de la Nuit. Bélier, tombé amoureux de Madame, se sacrifie pour lui sauver la vie. Madame jure alors de se venger des Félons et de récupérer sa fille. Elle apprend avec émotion que Toubib est en vie, mais la crue du fleuve Majeur les sépare pendant toute la saison des pluies.